# محافظة أتابيو
 محافظة أتابيو (لاو:ອັດຕະປື) و (بالإنجليزية: Attapeu Province)‏ هي محافظة تابعة لجمهورية لاوس الديموقراطية الشعبية تقع في الجنوب الشرقي من لاوس يحدها من الشمال محافظة سيكونغ ومن الغرب محافظة تشامباساك وجنوبا تشترك بالحدود معا كمبوديا وتفصل سلسلة جبال أناميتي حدودها معا فيتنام.

## التقسيمات الإدارية
تنقسم المحافظة إلى 5 تقسيمات إدارية كمقاطعات (بلديات)
| 1. مقاطعة فوفونج 2. مقاطعة ساماكخيكساي 3. مقاطعة سانامكساي 4. مقاطعة سانكساي 5. مقاطعة شايستا |

## الاقتصاد

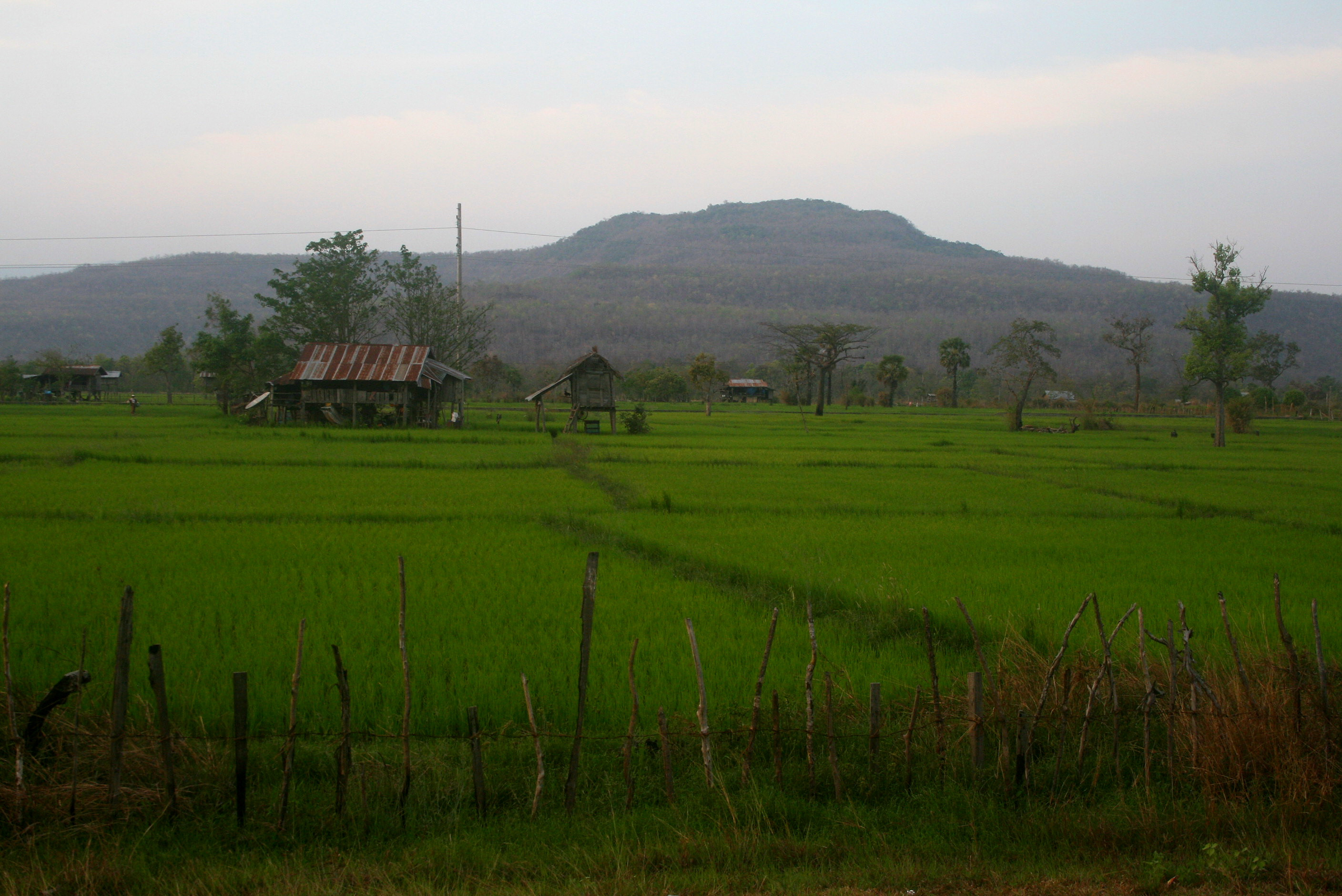
حقول الأرز في بلدة أتابيو

تشتهر المحافظة أتابيو اقتصاديا بالزراعة ونظراً لقربها من فيتنام ظلت مصدرا تقليديا للمواد الخام والمنتجات بالنسبة للمناطق المجاورة في فيتنام، مؤخرا دخلت الشركات الفيتنامية للاستثمار في المحافظة وخصوصا في زراعة أشجار المطاط وتخطط للإستثمار في مجال توليد الكهرباء وتكرير السكر وإنتاج الأسمدة العضوية.

## معرض صور

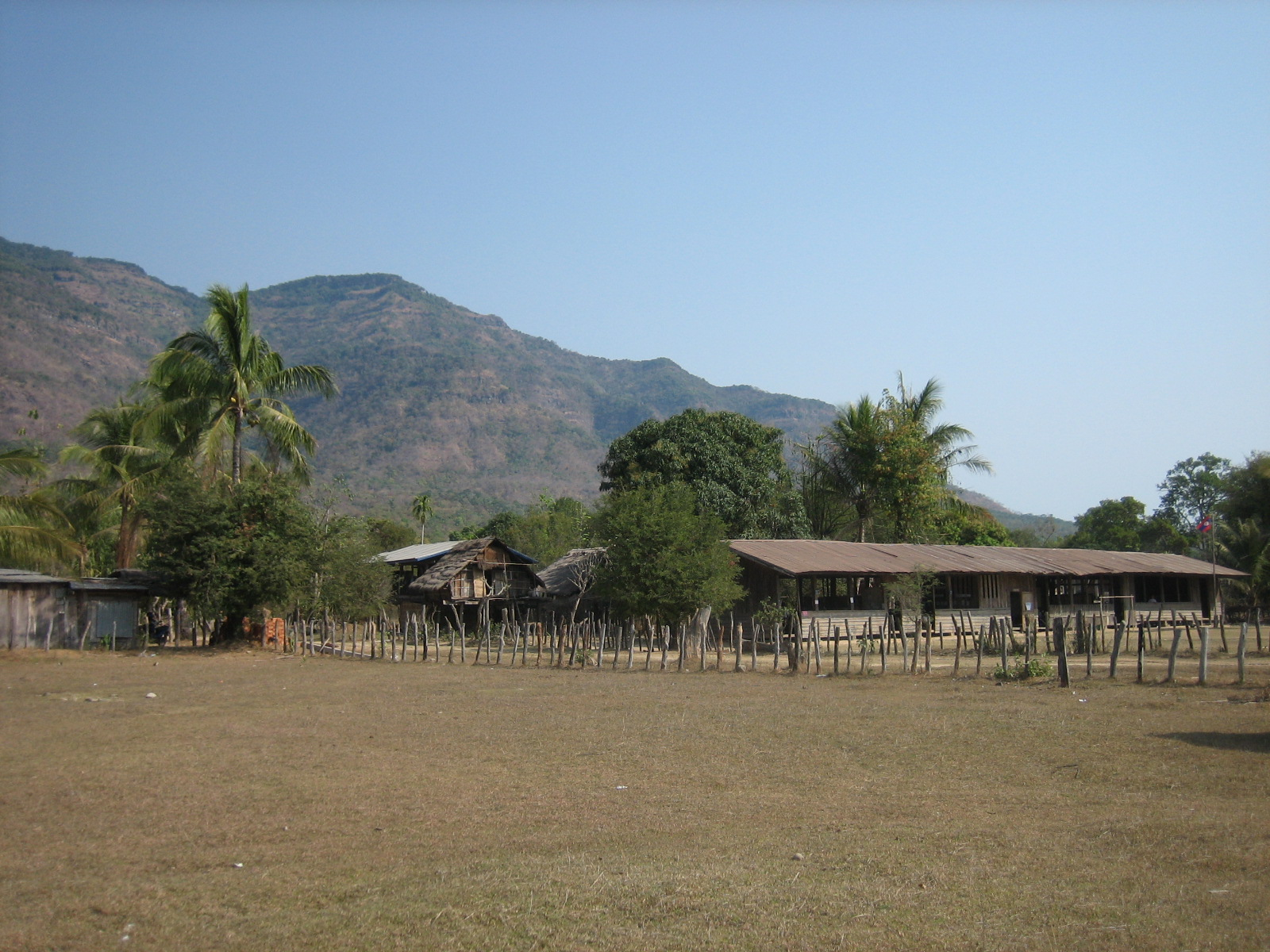
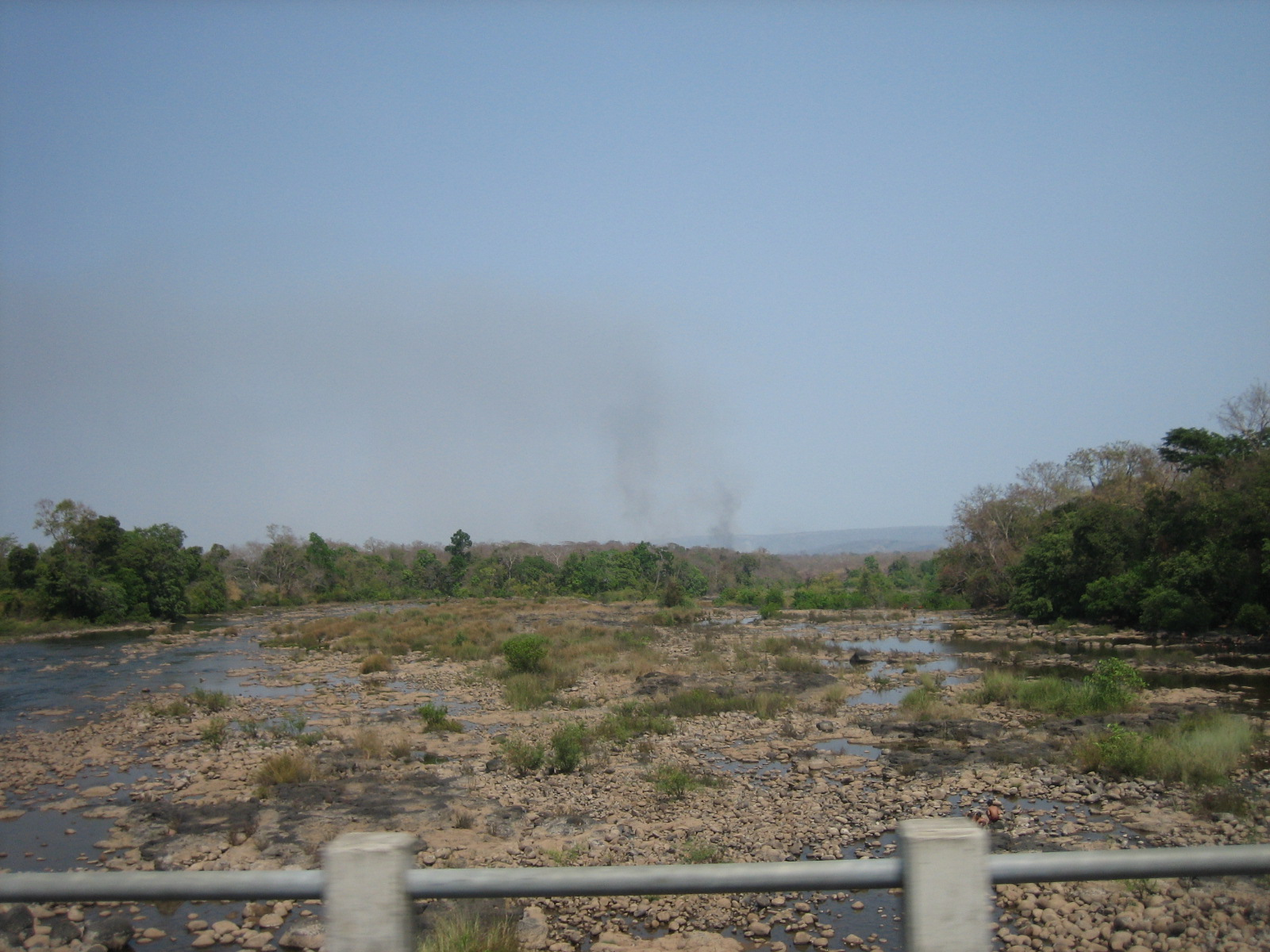
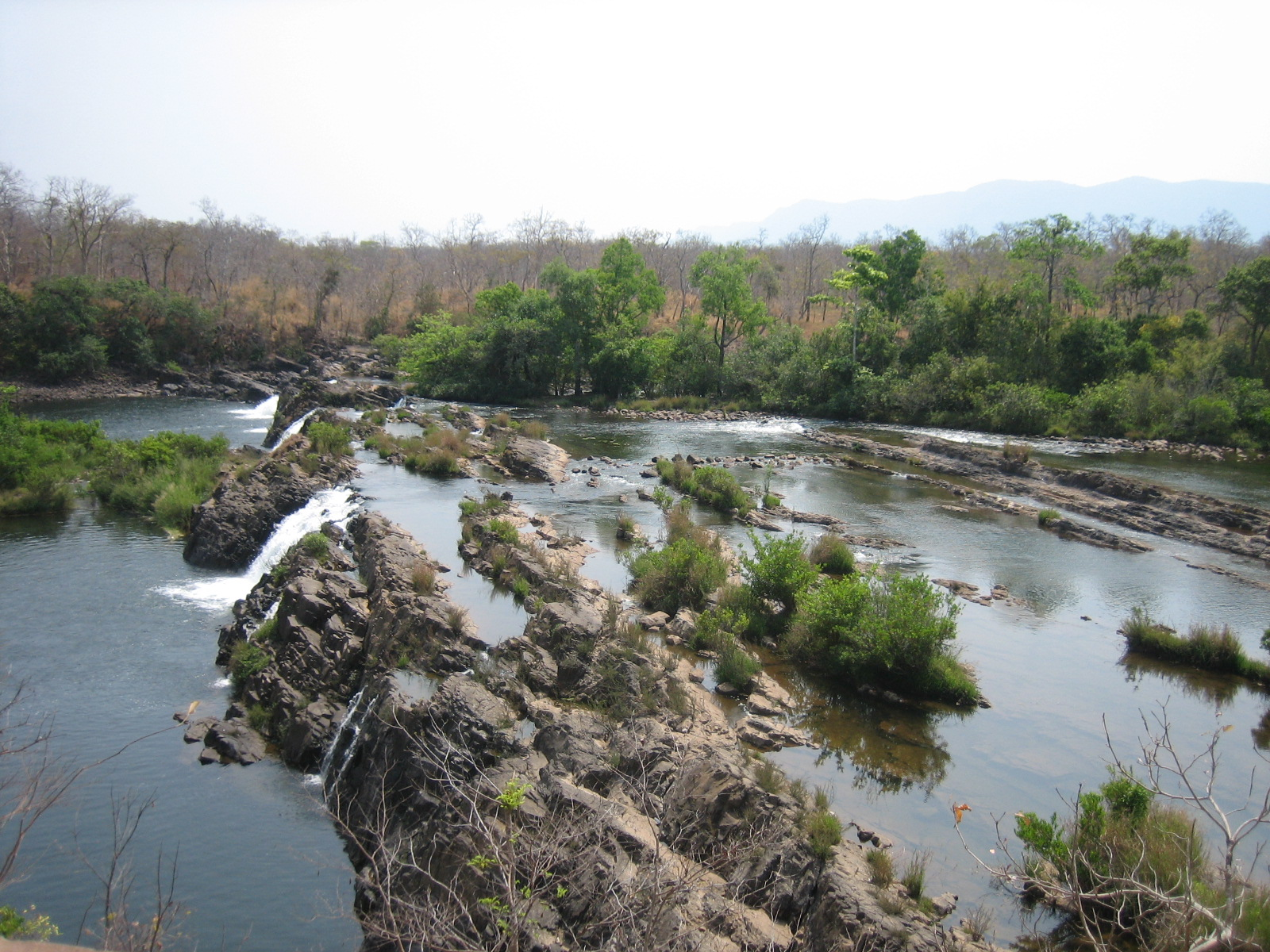